# John T. Reitz
John T. Reitz ist ein US-amerikanischer Toningenieur und Tontechniker, der den Oscar für den besten Ton, den British Academy Film Award für den besten Ton, den Preis der Cinema Audio Society (CAS Award), zweimal den Emmy sowie den Golden Reel Award der Motion Picture Sound Editors für herausragende Leistungen beim Tonschnitt gewann.

## Leben
Reitz begann seine Laufbahn als Tontechniker in der Filmwirtschaft Hollywoods 1976 bei der Erstellung des Films Grand Jury und arbeitete seither bei rund 190 Filmproduktionen mit.
Für Nur Samstag Nacht (1977) war er mit Michael Colgan, Les Lazarowitz, John Wilkinson sowie Robert W. Glass junior erstmals für einen BAFTA Film Award für den besten Ton nominiert. 1979 folgte seine ersten Nominierung für einen Oscar für den besten Ton und zwar mit Wilkinson, Glass und Barry Thomas für den Film In der Glut des Südens (1978).
Bei der Emmy-Verleihung 1980 gewann er mit Ray Barons, David E. Campbell und Robert Pettis nicht nur einen Emmy für herausragende Leistungen für den Fernsehfilm The Ordeal of Dr. Mudd (1980), sondern war zugleich mit Campbell, Jacques Nosco und Pettis in dieser Kategorie auch für den zweiten Teil von Das Guyana-Massaker (Guyana Tragedy: The Story of Jim Jones, 1980) nominiert. Einen weiteren Emmy gewann er zusammen mit Campbell, Gregg Rudloff und Keith A. Wester für den Fernsehfilm An Early Frost (1985).
Seinen erfolgreichsten Film hatte er mit Matrix (1999), für den er mit Gregg Rudloff, David E. Campbell und David Lee 2000 den Oscar, den BAFTA Film Award, den CAS Award und den Golden Reel Award für den besten Ton gewann.
Zusammen mit Rudloff, Campbell und Keith A. Wester war er 2001 für Der Sturm für einen weiteren Oscar für den besten Ton nominiert und erhielt darüber hinaus mit diesen eine Nominierung für den CAS Award und mit diesen sowie Wylie Stateman und Kelly Cabral auch eine Nominierung für den BAFTA Film Award.
Für Flags of Our Fathers (2006) war er bei der Oscarverleihung 2007 mit Rudloff, Campbell und Walt Martin abermals für den Oscar für den besten Ton sowie für den CAS Award und gemeinsam mit diesen sowie Alan Robert Murray und Bub Asman auch für einen Satellite Award für den besten Tonschnitt nominiert. Zuletzt erhielt Reitz 2009 eine Nominierung für den BAFTA Film Award mit Martin, Murray und Rudloff für Der fremde Sohn (2008).

## Filmografie (Auswahl)
- 1976: Grand Jury
- 1978: In der Glut des Südens
- 1980: Bronco Billy
- 1981: Ein Montag im Oktober (First Monday in October)
- 1983: …und wenn der letzte Reifen platzt (Heart Like a Wheel)
- 1984: Tod eines Teenagers (Silence of the Heart)
- 1985: Joey
- 1987: Im Angesicht des Richters (The Last Innocent Man)
- 1987: Die Braut des Prinzen
- 1988: Crocodile Dundee II
- 1989: Scott & Huutsch
- 1991: 21 Jump Street – Tatort Klassenzimmer (Fernsehserie)
- 1992: Liebling, jetzt haben wir ein Riesenbaby
- 1994: Daddy Cool
- 1995: Alarmstufe: Rot 2
- 1997: Fletcher’s Visionen
- 1999: Matrix
- 2001: Passwort: Swordfish
- 2003: Matrix Reloaded
- 2004: Taking Lives – Für Dein Leben würde er töten
- 2006: Poseidon
- 2008: Appaloosa
- 2008: Gran Torino
- 2011: Green Lantern